# Adventslied
Adventslieder sind christliche Lieder, die den Advent, die Erwartung der Ankunft Gottes bei den Menschen, besingen und daher in der Adventszeit gesungen werden. Adventslieder sind geprägt von der sehnlichen Erwartung des Heilands („Komm…“, Maranatha), der Lichtsymbolik und der Bildwelt der alttestamentlichen Prophezeiungen.
Neben dem geistlichen Adventslied gibt es auch eine Reihe adventlicher Volkslieder. Bekannte Adventslieder des deutschen Sprachraums sind in der folgenden Übersicht chronologisch nach Entstehung geordnet.

## Chronologie

### 14. Jahrhundert
- Sei uns willkommen, Herre Christ (Melodie: Aachen 14. Jahrhundert, niederl. Melodie um 1600; Walter Rein, 1934)

### 16. Jahrhundert
- Aus hartem Weh die Menschheit klagt (Text: um 1525; Melodie nach Michael Vehes Gesangbuch, Leipzig 1537) (GLalt 109)
- Der Morgenstern ist aufgedrungen (Text: Daniel Rumpius, 1587; Str. 2–4 bearb. v. Wilhelm Witzke und Otto Riethmüller, 1932), Melodie: Michael Praetorius (EG 69)
- Gottes Sohn ist kommen (Text: Michael Weiße (Böhmische Brüder) zugeschrieben, 1544; Melodie: „Ave hierarchia“, Hohenfurt 1410, überarb. durch Böhmische Brüder)
- Gott, heilger Schöpfer aller Stern (Text: Thomas Müntzer nach dem Hymnus „Conditor alme siderum“ (10. Jahrhundert), 1523; Melodie: Kempten um 1000)
- Ihr lieben Christen, freut euch nun (Text: Erasmus Alber, 1546; Melodie von „Steht auf, ihr lieben Kinderlein“, 15. Jahrhundert)
- Nun komm, der Heiden Heiland (Text: Martin Luther nach dem Hymnus Veni redemptor gentium des hl. Ambrosius (um 386), 1524; Melodie: Einsiedeln 12. Jahrhundert überarb. von Martin Luther). Text in Wikisource
- Wachet auf, ruft uns die Stimme (Text und Melodie: Philipp Nicolai, 1599)

### 17. Jahrhundert
- Auf, auf, die rechte Zeit ist hier (Text: Martin Opitz, 1626; Melodie: aus Schemellis Gesangbuch, Leipzig 1736)
- Es flog ein Täublein weiße (Erstdruck: Gesangbuch von Nikolaus Beuttner 1602, älteren Ursprungs)
- Es kommt ein Schiff, geladen (Daniel Sudermann nach einem Marienlied aus Straßburg 15. Jahrhundert, 1626; Melodie: Köln 1608)
- Gott sei Dank durch alle Welt (Text: Heinrich Held, 1658; Melodie: Frankfurt/Main 1659, Halle 1704)
- Nun jauchzet, all ihr Frommen (Text: Michael Schirmer, 1640; Melodie: Johann Crüger, 1640)
- Macht hoch die Tür, die Tor macht weit (Text: Georg Weissel nach Psalm 24,7–10 EU, 1623/1642, Melodie: Halle 1704)
- Mit Ernst, o Menschenkinder (Text: Valentin Thilo, 1642, Str. 4 Lüneburg 1657; Melodie von „Von Gott will ich nicht lassen“, Lyon 1557)
- O Heiland, reiß die Himmel auf (Text: Friedrich Spee, 1622, Str. 7 bei David Gregor Corner, 1631; Melodie: Köln 1638, Augsburg: Rheinfelsisches Gesangbuch 1666)
- Unser lieben Frauen Traum (Erstdruck: Gesangbuch von Nikolaus Beuttner 1602, älteren Ursprungs)
- Wie soll ich dich empfangen (Text: Paul Gerhardt, 1653; Melodie: Johann Crüger, 1653)

### 18. Jahrhundert
- Tauet, Himmel, den Gerechten (Text: Michael Denis nach Jesaja 45,8 EU, 1774; Melodie: Norbert Hauner, Landshut 1777)
- Veni, veni, Emmanuel (Text: Köln 1710; verschiedene Melodiefassungen)

### 19. Jahrhundert
- Dein König kommt in niedern Hüllen (Text: Friedrich Rückert, 1834; Melodie: Johannes Christoph Andreas Zahn, 1853)
- Herr, send herab uns deinen Sohn (Text: nach Heinrich Bone, 1847; Melodie: Andernacher Gesangbuch, Köln 1608)
- Macht weit die Pforten in der Welt (Text: Albert Knapp, vor 1864; Melodie: Adolf Lohmann, 1938) (GL 360)
- Maria durch ein Dornwald ging (Text und Melodie: trad. aus dem Eichsfeld, 1850 überliefert)
- O du mein Trost und süßes Hoffen (Text: Karl Wilhelm Osterwald 1856, Melodie: Johann Wolfgang Franck 1681)
- O komm, o komm, Emmanuel (Text: nach Heinrich Bone in Cantate 1852; Melodie: Kölner Gesangbuch 1852)
- Sieh, es wird der Herr sich nah’n (Text und Melodie: Leitmeritzer Choralbuch) (bearbeitet GL 622,4)
- Tochter Zion, freue dich (Text: Friedrich Heinrich Ranke, 1820/1826; Melodie: Georg Friedrich Händel, 1747)

### 20. Jahrhundert
- Das Licht einer Kerze (Text: Rolf Krenzer; Melodie: Peter Janssens, 1985)
- Das Volk, das noch im Finstern wandelt (Text: Jürgen Henkys nach dem niederländischen „Het volk dat wandelt in het duister“, 1981; Melodie: Fritz Mehrtens, 1959)
- Dein Reich, o Herr, wird kommen (Text: Georg Thurmair, 1959; Melodie: Adolf Lohmann, 1961)
- Dein Tag, Herr Christ, wirft seinen Schein in unsre Welt schon hell herein (Text: Eugen Walter, 1951; gesungen auf „Macht weit die Pforten“, 1938)
- Der grüne Zweig in unserer Hand (Text: Wilhelm Willms, 1980; Melodie: Peter Janssens, 1980)
- Die Nacht ist vorgedrungen (Text: Jochen Klepper, 1938; Melodie: Johannes Petzold, 1939)
- Freut euch im Herrn, denn er ist nah (Text: biblisch und Friedrich Dörr, 1969; Melodie: Paderborn 1616, Düsseldorf 1836)
- Komm, du Heiland aller Welt (Text: Markus Jenny nach Hymnus „Veni redemptor gentium“ von Ambrosius von Mailand, 1971; Melodie: Einsiedeln 12. Jahrhundert)
- Kündet allen in der Not (Text: Friedrich Dörr, 1972; Melodie von „Morgenglanz der Ewigkeit“, Halle 1704)
- Maranatha – Herr komm doch wieder (Text und Melodie von Christen aus der DDR, 1973)
- O Herr, wenn du kommst (Text und Musik: Helga Poppe 1979)
- O komm, o komm, du Morgenstern (Text: Otmar Schulz nach dem englischen „O come, o come Emmanuel“, 1975; Melodie: Frankreich 15. Jahrhundert)
- Seht, die gute Zeit ist nah (Text: Friedrich Walz 1972, Melodie: Weihnachtslied aus Mähren)
- Tau aus Himmelshöhn (Text: Maria Luise Thurmair, 1952, Heinrich Rohr, 1952) (GL 158; GLalt 103)
- Tauet Himmel aus den Höhn (Text: Johannes Schlick, 1970; Melodie bei Johannes Spangenberg, Erfurt 1544) (GLalt 104)
- Tragt in die Welt nun ein Licht (Text und Melodie: Wolfgang Longardt, 1972)
- „Tröstet, tröstet“, spricht der Herr (Text: Waldemar Rode nach Jesaja 40,1–10 EU, 1938; Melodie: Hans Friedrich Micheelsen, 1938)
- Wir sagen euch an den lieben Advent (Text: Maria Ferschl, 1954; Melodie: Heinrich Rohr, 1954)
- Wir ziehen vor die Tore der Stadt (Text: Gottfried Schille, 1971; Melodie: Manfred Schlenker, 1971)

### 21. Jahrhundert
- Freut euch im Herrn, denn er ist nah (Text: biblisch, 4 Strophen nach Karl B. Frank, St. Pölten, Meßsingbuch Klosterneuburg 1936; Melodie und Klaviersatz: Sebastian H. Unterberger, Salzburg 2017)
- Herr, send herab uns deinen Sohn (Text: Übertragungen der lateinischen O-Antiphonen, 9 Strophen von David Gregor Corner 1631, Heinrich Bone 1847 und Köln 1887; Melodie und Klaviersatz: Sebastian H. Unterberger, Salzburg 2017)

## Adventslieder ohne geistlichen Bezug
- Advent, Advent, ein Lichtlein brennt (Kinderreim unbekannter Herkunft, auch auf verschiedene Melodien gesungen)
- Bald nun ist Weihnachtszeit (Text: Karola Wilke; Melodie: Wolfgang Stumme; um 1940)
- Dicke rote Kerzen (Text: Rolf Krenzer; Melodie: Detlev Jöcker)
- Leise rieselt der Schnee (Text: Eduard Ebel, um 1895; Melodie: Volksweise?)
- Guten Abend, schön Abend, es weihnachtet schon (Text: trad./Ilse Naumilkat; Melodie: Volksweise)
- Morgen, Kinder, wird’s was geben (Text: Karl Friedrich Splittegarb, 1795; Melodie: Carl Gottlieb Hering, 1809)
- Sind die Lichter angezündet (Text: Erika Engel-Wojahn; Melodie: Hans Sandig)
- Vorfreude, schönste Freude (Text: Erika Engel-Wojahn; Melodie: Hans Naumilkat)